# Fougasse

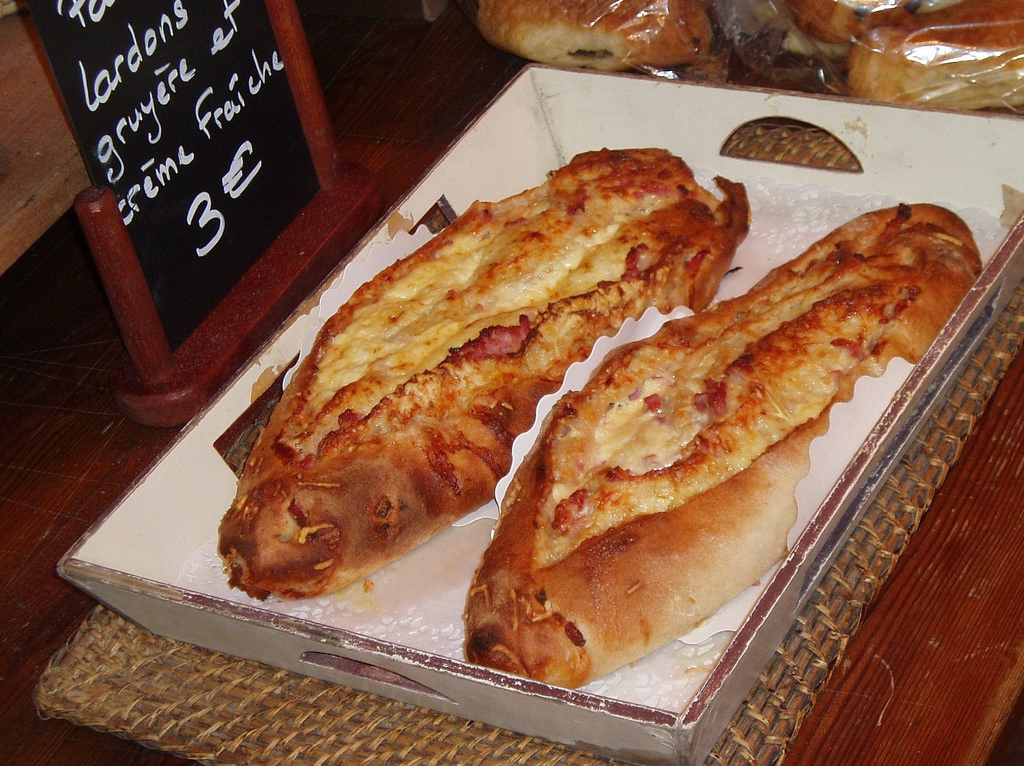
Fougasse di Foix

La fougasse è una focaccia tipica della cucina provenzale ma che può essere trovata anche nella gastronomia di altre regioni della Francia.
Quelle non farcite sono scolpite in modo da riprodurre una spiga di grano.